# RER B
RER B (officieel Ligne B du RER d'Île-de-France) is een van de vijf lijnen die onderdeel zijn van het Réseau express régional (RER), een Frans treinnet dat de voorsteden met het centrum van Parijs verbindt.
De lijn werd geopend in 1977 en de laatste verlenging vond plaats in 1994: toen werd een traject van 1 km tussen twee terminals van het vliegveld Charles de Gaulle geopend.
De lijn rijdt van Robinson en Saint-Rémy-lès-Chevreuse (zuidwesten) naar Mitry – Claye en Aéroport Charles-de-Gaulle 2 TGV (noordoosten). Per jaar trekt de lijn ongeveer 160 miljoen reizigers.

## Geschiedenis
- Van 1846 tot 1937 : De "Ligne de Sceaux" spoorlijn, beheerd door de Compagnie du chemin de fer de Paris à Orléans, vertrok vanaf Station Denfert-Rochereau en had als eerste bestemming Robinson en later kwamen er uitbreidingen naar Orsay, Saint-Rémy-lès-Chevreuse en Limours. Deze lijn was oorspronkelijk aangelegd met de spoorbreedte van 1751 mm als demonstratietraject voor innovatieve spoorwiel koppelingen van de Système Arnoux. De spoor was hiervoor expres zeer bochtig aangelegd.

- 1895 : De spoorlijn wordt ondergronds verlengd naar Luxembourg vanaf Denfert-Rochereau.

- 1937 : De spoorlijn wordt grondig gemoderniseerd en overgenomen door de Parijse metro (Compagnie du chemin de fer métropolitain de Paris, vanaf 1947: RATP)

- 9 december 1977 : De lijn werd verlengd naar Châtelet-les-Halles en zo ontstond RER B.

- 10 december 1981 : De lijn werd verlengd van Châtelet-les-Halles naar Gare du Nord en maakte verbinding met treinen van SNCF. Die voerden door naar luchthaven Charles de Gaulle, Aulnay en Mitry.

- 27 september 1987 : Volledige invoering van doorgaande treindiensten met de introductie van het MI 79 die zowel geschikt is voor rijden op het RATP- als op het SNCF-spoornet. Wel was er nog steeds een bestuurderswissel en overdracht, daar SNCF bestuurders niet bevoegd waren voor het RATP spoornet en omgekeerd.

- 17 februari 1988 : Station St-Michel - Notre Dame werd geopend tussen Châtelet en Luxembourg voor een goede verbinding met de Parijse metrolijn 10
- 2 oktober 1994 : Een shuttletrein werd geopend, genaamd OrlyVAL. Antony werd een overstappunt voor de OrlyVAL
- 13 november 1994 : RER B werd in het noorden verlengd naar Terminal 2 van luchthaven Charles de Gaulle
- 25 januari 1998 : Ter gelegenheid van het openen van een nieuw voetbalstadion voor de wereldcup voetbal 1998, wordt het station La Plaine - Stade de France geopend.
- 2008 - 2009 : Geleidelijke afschaffing van de SNCF/RATP bestuurderswisseling bij Gare du Nord. Voorheen werd altijd van bestuurder gewisseld in Gare du Nord voor de doorgaande treinen.

- 2013 : RER B Nord + project is klaar.

## RER B Nord + project
Door de sterke groei was de ombouw van de spoorlijn ten noorden van Parijs noodzakelijk. Hierbij gaan op het viersporig baanvak tot Aulnay-sous-Bois de RER-treinen eigen gereserveerde sporen gebruiken. Op de andere sporen gaat het overig (expres) treinverkeer  rijden. Hierdoor kan de frequentie verhoogd worden tot 20 treinen per richting in de spits. De RER-treinen kunnen elkaar niet voorbij steken. De RER-treinen stoppen in de spits voortaan op alle stations tussen Paris Nord en Aulnay. Dit project is in 2013 voltooid.

## Dienstregeling
Niet alle treinen stoppen op alle stations. Zowel in het zuiden als in het noorden zijn er expresdiensten. In het noorden is er een non-stopdienst tussen Gare du Nord en de luchthaven (Aéroport Charles-de-Gaulle 1) tijdens de daluren. In het zuiden is een expresdienst tussen Cité Universitaire en Massy - Palaiseau die de meeste haltes overslaat. In de spits is er een extra expresdienst die ook niet stopt tussen Massy - Palaiseau en Orsay. De normale expresdienst is dan beperkt tot Orsay. 
Het basispatroon van de dienstregeling in de daluren is elk kwartier, in deze volgorde:
- Charles-de-Gaulle luchthaven expresdienst tot Gare du Nord, het centraal traject en als stoptrein tussen Cité Universitaire en Massy - Palaiseau.
- Mitry - Claye stoptrein tot Robinson
- Charles-de-Gaulle luchthaven stoptreindienst tot Gare du Nord, het centraal traject en als exprestrein tussen Cité Universitaire en Massy - Palaiseau met als eindpunt Saint-Rémy-lès-Chevreuse.

Er is maar weinig ruimte in de dienstregeling voor exprestreinen. De exprestrein tussen Gare du Nord en de Charles-de-Gaulle 1 is maar vier minuten sneller dan de stoptrein ondanks de negen extra haltes voor de stoptrein. In de spits rijdt er per richting elke drie minuten een trein. In de tunnel tussen Gare du Nord en Châtelet moet de RER B de sporen delen met de in drukte vergelijkbare RER D. De lijn is dubbelsporig, behalve voor het traject in het Noorden tussen Gare du Nord en Mitry - Claye. Deze viersporigheid wordt door RER B-treinen niet gebruikt, daar deze dienst op de twee voor hem gereserveerde sporen wordt uitgevoerd. Op de lijn werd in het verleden weinig op tijd gereden en om dit te verbeteren c.q. de frequentie te verhogen is het RER B Nord + project uitgevoerd.

## Afbeeldingen

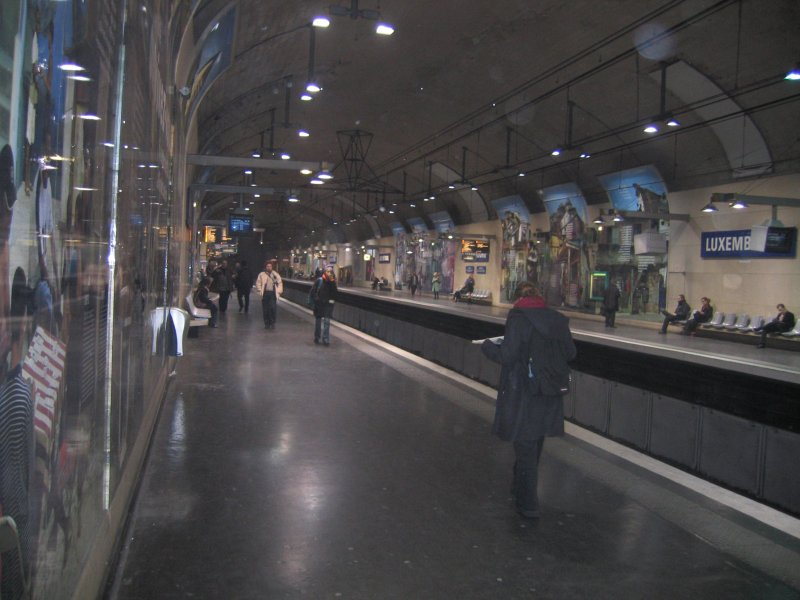
Station Luxembourg
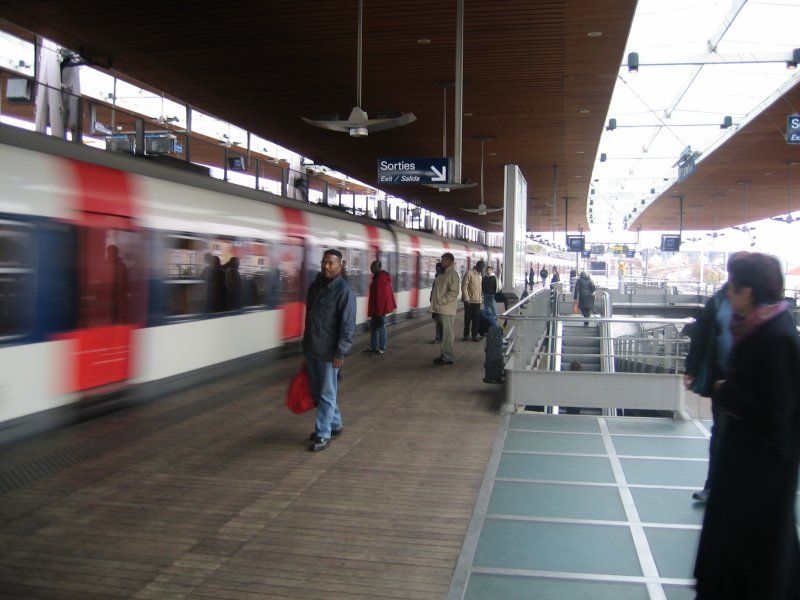
Station La-Plaine - Stade de France
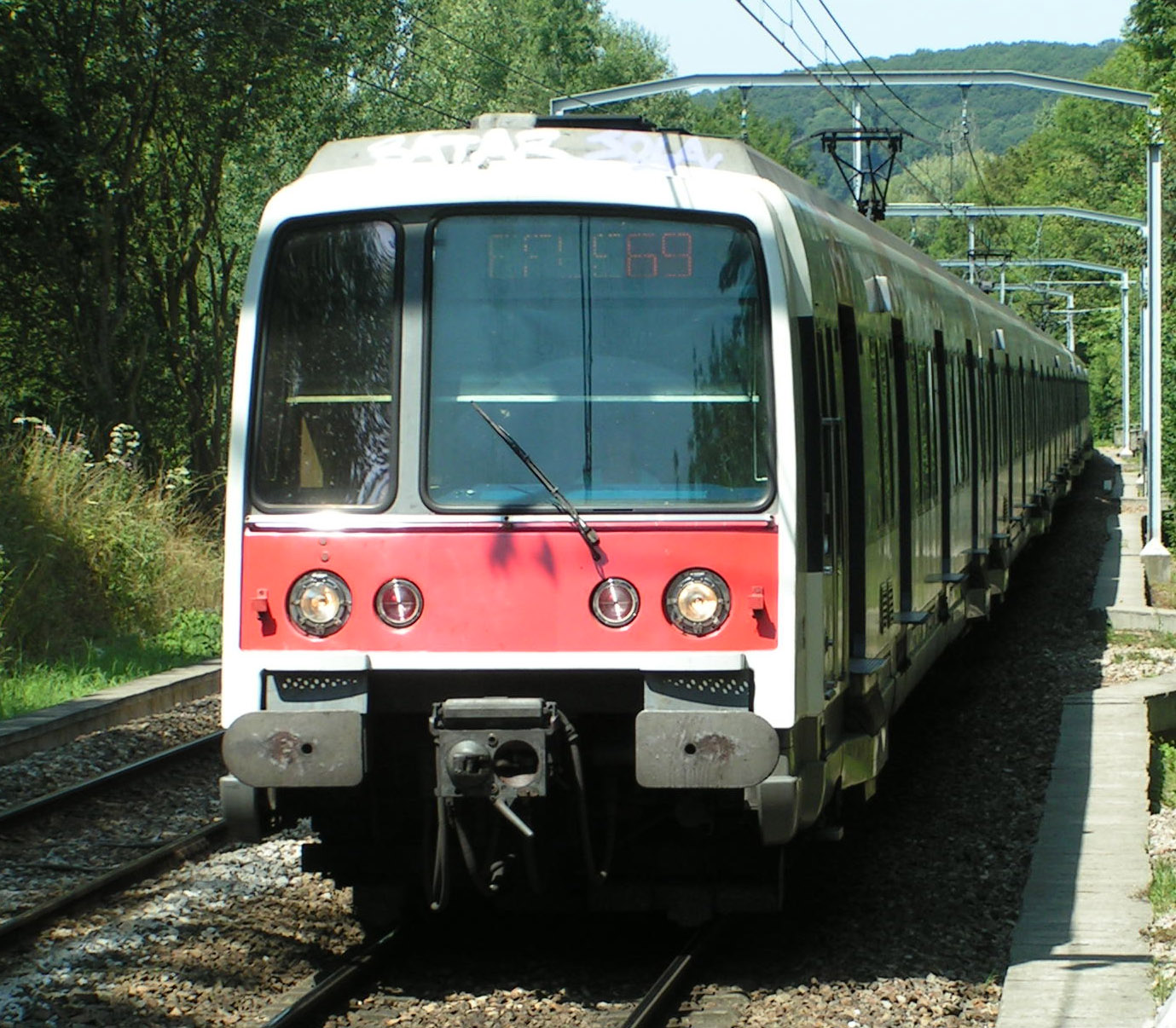
Een metrotrein van RER B bij Gif-sur-Yvette
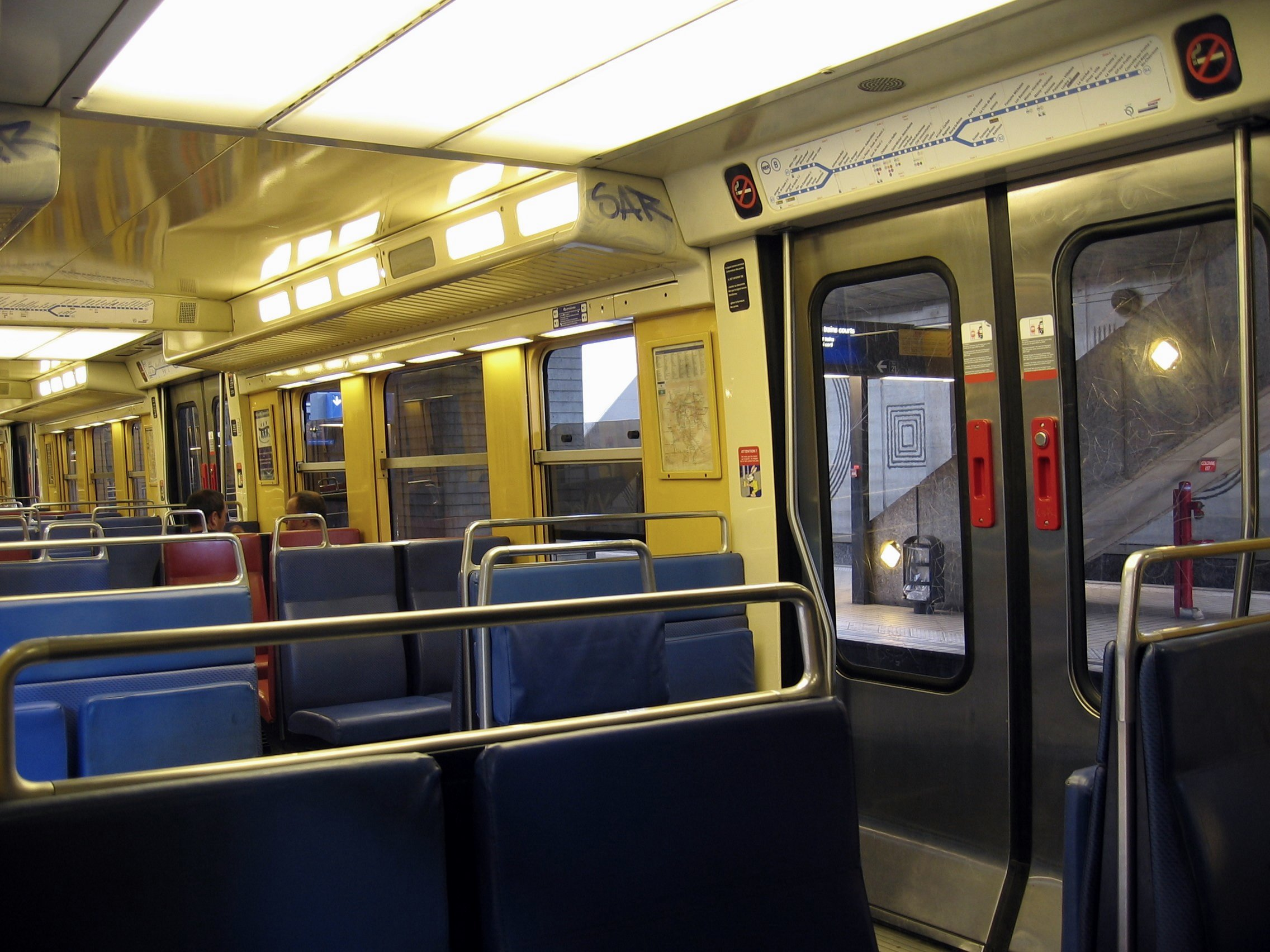
Interieur